# Banisteriopsis alternifolia
Banisteriopsis alternifolia là một loài thực vật có hoa trong họ Malpighiaceae. Loài này được (Steyerm.) B.Gates mô tả khoa học đầu tiên năm 1982.